# Alex brunnescens
Alex brunnescens là một loài bướm đêm trong họ Geometridae.